# 台湾制宪
台湾制宪是一个与台灣獨立運動相关的术语，即為制定台湾新宪法。视为台獨派「正名、制宪、建国」三部曲之一。法律程序上，它与中华民国修宪相关，但不相同。中华人民共和国方面称为台独制宪、制宪谋独，视为法理台独。

## 政治背景
1946年1月，中華民國召開政治協商會議，決議制憲國民大會代表增加臺灣名額，同年10月臺灣省參議會第一屆第一次臨時大會選出18名代表，於12月25日《中華民國憲法》三讀通過，1947年元旦公布，同年12月25日正式施行。1949年中华人民共和国建国，中華民國政府遷台，两岸分治。此后，中华民国实控区虽然限缩于台澎金马，但至李登輝执政前期，仍长期坚持一个中国原则，保留对中华民国固有疆域——中国大陆的主权主张。在《中華民國憲法》方面，即是憲法一中。
李登辉执政时期，中华民国政府为回应臺灣民主化、本土化等政治需要，自1991年起，有过六次修宪。通过《中華民國憲法增修條文》使《中華民國憲法》在台澎金马顺利运行。

## 历史

### 早期
中华人民共和国作者张文生、2004年文章提及台湾民间有多个台湾共和国宪法版本。許世楷将台湾制宪运动划分为四个阶段，第一阶段：启蒙运动时期，细分为宣传期（1950年代起）、公开讨论期（1989年起）；第二阶段：运动推进、组织成立、活动时期（1993年起）；第三阶段：召开“制宪会议”时期（包括召开国是会议，1996年起）；第四阶段：举行公民投票时期（1996年起）:8—12。
张文生分为三个阶段，第一阶段：制宪活动分散宣扬阶段（1989年以前）；第二阶段：民进党主导推动阶段（1990年至2003年）；第三阶段：陳水扁政府公投制宪政策的贯彻实施阶段（2003年以后）:10—12。
1988年，民进党籍立法委员吳淑珍成为第一位在立法院明确提出台湾独立与制宪主张者。她的主张，“预告了台湾宪法时刻的即将到来。”1975年許世楷起草、1988年修改后发表在郑南榕主编的自由时代系列周刊上的“台湾共和国宪法草案”则引爆制宪议题。1989年4月，郑南榕拒捕自焚，震惊全岛。而“整個1989年，台灣可説是沉侵在新憲法運動的熱潮裡”:155—157。

### 2003年的制宪
2004年中華民國總統選舉前一年的2003年9月28日，时任中華民國總統、民進黨主席陳水扁在民进党十七周年党庆上首次提出“制新宪说”，当2006年民進黨建党20年时，“民進黨將與台灣二千三百萬人民共同催生台灣新憲法”。在场的總統府秘書長邱義仁对记者表示，前總統李登輝在任內六度修憲，而現在的憲法，在野黨也不滿意，因此民進黨是提出“改革”的方向。他否認民進黨此舉有台獨意味，並表示會尋求在野黨共識。中國國民黨發言人蔡正元回答媒體時表示，陳水扁此言如同定出台獨時間表。他認為，陳水扁是因面對明年大選選情緊急，因而有意藉此鞏固民進黨“基本教義派”，及激怒中华人民共和国政府，以助其選情。9月29日，陈水扁出席“亚太区域政治与经济安全”研讨会时，未回应媒体追问。陈水扁的“制新宪说”成为当时“爆炸性”議題。台湾朝野各方观点不一。中國國民黨、親民黨视为陈水扁新的选举策略，表示不愿随之起舞；台聯黨赞许为明智决定。台湾舆论大多认为，这是陈水扁拉高选举议题、另辟新战场之举。
10月1日，时任中華民國副總統呂秀蓮召開記者會，以「由民主大憲章到催生新憲法」為題深入闡述。最后，她感謝陈水扁的“高瞻遠矚，非常負責任要在二○○六年催生新憲法藍圖，從今開始三年，推動憲政改造工程[……]希望全國國民透過此項機制，締造國家長治久安，打造一個安全，尊嚴，幸福的新憲法。”14日，陳水扁裁示成立民进党“新宪法小组”，学者李鴻禧担任召集人，其余八人是中華民國總統府秘書長邱義仁、張俊雄、考試院院長姚嘉文、民進黨党部仲裁委员会主委陳繼盛、中華民國總統府國策顧問陳隆志、民進黨中常委張俊宏、行政院政务委员許誌雄、葉俊榮。19日，李鴻禧提出完整的制宪时间表，明确使用“制宪”二字。他强调由行政机关、总统主导制宪。2004年中華民國總統選舉结束的2004年3月20日之前，小组主要工作是订定制宪程序，不涉及“新宪法”内容，以免影响选情。总统选举结束后到2006年期间，“制宪小组”将草拟一部“新宪法草案”，决定“国旗”、“国号”、“领土”。2007年5月20日，公布“新宪法”。2008年的5月20日，正式实施。他指，一旦公投决定“新宪法”，“《中華民國憲法》就自然消失了”。这一系列举措后，制宪活动完成了社会运动向行政当局政策的转化:10。
2003年11月，陳水扁接见参加“民族主义、民主发展与东亚安全国际研讨会”的美国学者时，说：“我国宪法本文至少有三分之二需要修改调整，有超过一半的条文需要修改，己非修宪而是制宪。希望在2006年12月10号世界人权日当天以公投来决定台湾新宪法的版本及内容，通过的新宪将等到2008年5月20日第12任总统就职后才正式实施。”实际上，此次陳水扁提出的“台湾制宪”，并未完成。
2007年3月，陈水扁提出四要一没有，其一即是“台湾要新宪”。2008年、陈水扁的总统任期结束前，游錫堃领导民进党通过“正常国家决议论”，批判《中華民國憲法》下的半总统制不合理，并主张“台湾正名，制定新宪法”:158—159。

### 2010年代以来
2018年7月，时任中華民國總統府資政辜寬敏创建台灣制憲基金會，以制定「台灣新憲法」，實現「台灣國家正常化」。2020年4月，台灣制憲基金會正式向中華民國中央選舉委員會提交制憲意向全國性公民投票案，主文分別為「您是否同意要求總統推動制定一部符合台灣現狀的新憲法？」與「您是否同意要求總統啟動憲法改造工程？」。即“制宪公投”。2021年3月10日，民进党宪改小组会前会上，时任中華民國總統府資政姚嘉文表示，民进党不能规避建党精神，建党以来最重要的几项议题包括国家名称、国土变更问题等，这次应该入列讨论，形式则为「制宪」。
2022年2月23日，国台办例行新闻发布会上。记者提问，辜寬敏称“如果‘制宪’无法靠公投解决，也许就只有革命”[……]请问对此有何评论？新闻发言人马晓光视为“岛内一小撮‘台独’顽固分子为谋取一己之私”之举。

## 各版本“台湾新宪法”
中华人民共和国作者张文生、2004年文章提及，1991年民進黨召集“人民制宪会议”制定《台湾宪法草案》之前已有8个“台湾新宪法草案”版本:10。在1956年1月，廖文毅在日本成立台灣共和國臨時政府时，就曾公布《台湾共和国临时宪法》:96。
1999年12月20日，陈水扁发表《宪政白皮书》，作为参选2000年中華民國總統選舉的重要内容:11。
| 序号 | 发表年份 | 名称                         | 简介 | 备注               |
| ---- | -------- | ---------------------------- | --- | ------------------ |
| 1    | 1956年   | 《台湾共和国临时宪法》       | 1956年8月1日以日文公布:121，台灣共和國臨時政府秘书长簡文介起草:96。 | 全文参见:255—261。 |
| 2    |          | 《台湾共和国宪法草案》       | 黃昭堂起草:125。 | 全文参见:274—281。 |
| 3    |          | 《台湾宪法草案》             | 黃昭堂起草:125。尾注，“此案系供台湾人国民党员参考而做的，而以中华民国宪法修改而来。”:292。 | 全文参见:282—292。 |
| 4    | 1988年   | 《台湾共和国宪法草案》       | 許世楷于1975年起草，1988年改写发表于《台湾公论报》。1988年12月，鄭南榕主编的《自由时代周刊》再次发表:10，或称《台灣新憲法草案》。 | 全文参见:262—273。 |
| 5    | 1989年   | 《台湾共和国基本法草案》     | 1989年，林義雄从海外带回台湾的版本:10。11月6日发表。《自立晚報》随即在第八版全文刊登:180—181。 | 全文参见:293—308。 |
| 6    | 1989年   | 《台湾共和国宪法草案》       | 新潮流系在选举中组成“新国家联线”，以“台湾共和国宪法草案”的新系版本作为“新国家联线”的共同政见。此外，有《制宪原则的说明》、《制宪程序》、《有关现有制度的过渡原则说明》等相关文件。1989年11月，《新潮流叢刊》刊登林濁水《国家双元结构与宪政改造——台湾亟待一部新宪法的来临》一文:183—184。 | 全文参见:309—323。 |
| 7    |          | 《台湾民主国宪法草案》       | 世台会会长李宪荣起草:11。 |                    |
| 8    | 1990年   | 《台湾基本法草案》           | 1990年4月，由时任民进党秘书处主任鄭寶清起草完成。作为民进党参与“國是會議”幕僚小组提报中常会讨论的版本，代表民进党内基本法派意见:11。 |                    |
| 9    | 1990年   | 《民主大宪章》               | 1990年6月，民进党中常会通过。作为民进党参与“國是會議”的阶段性“宪政”主张，被认为是民进党内美麗島系的版本:11。 | 全文参见:324—331。 |
| 10   | 1991年   | 《台湾宪法草案》             | 1991年8月24、25日，在國立臺灣大學法律學院国际会议厅举办“人民制宪会议”。8月26日凌晨，发表:9，11。 | 全文参见:332—345。 |
| 11   | 1994年   | 《台湾共和国宪法草案》       | 1994年6月、8月召开的第二次台灣人民制憲會議修订:11。 | 全文参见:346—360。 |
| 12   | 2004年   | 《台灣共和國憲法草案》初稿   | 2004年11月7日，台灣教授協會公布。 |                    |
| 13   | 2007年   | 《台灣憲法草案》             | 2007年1月27日，李鴻禧領銜「新憲工作室」公布《台灣憲法草案》:225—226。 |                    |
| 14   | 2007年   | 《中华民国第二共和宪法草案》 | 2006年10月底，陳明通、陳慈陽、陳英鈐三人开始起草。2007年，台湾智库“审议式民主——中华民国第二共和宪法草案”研讨会正式公布:225—226。 |                    |
| 15   | 2024年   | 《台灣新憲法草案》           | 台灣制憲基金會台灣新憲法起草委員會召集人廖福特、委員 Awi Mona (傲予莫那/蔡志偉) 等。 |                    |